# Kirchensteuer (Schweiz)
Die Kirchensteuer in der Schweiz ist eine Steuer, die Landeskirchen zur Finanzierung ihrer Kosten erheben.
Gemäss Schweizer Bundesverfassung der Schweizerischen Eidgenossenschaft regeln die Kantone im Rahmen der Glaubens- und Gewissensfreiheit das Verhältnis zwischen Kirche und Staat (Art. 72 Abs. 1 BV). Aus diesem Grund steht diesen auch die Regelung der Kirchensteuern zu.
Die Kantone definieren («erkennen … an») in ihren Verfassungen, welche Kirchen in Genuss eines besonderen Rechtsstatus kommen. Mit diesem gehen bestimmte Privilegien einher, welche Kirchen letztlich von Vereinen unterscheiden. Ein solches Privileg erlaubt es den Kirchen, ihre Mitgliederbeiträge über die Steuererklärung einzufordern; das heisst, der Staat übernimmt das Inkasso für diese Kirchen.
Kirchensteuerpflichtig sind natürliche Personen, die Mitglied in einer vom Kanton anerkannten Kirche sind. Weiter haben in 18 von 26 Kantonen juristische Personen diese Steuer ebenfalls zu entrichten, was das Bundesgericht – im Gegensatz zur Mehrheit der juristischen Lehre – als verfassungsmässig erachtet.

## Übersichten
Alle Angaben in der folgenden Übersicht sind – wenn nicht anders vermerkt – folgender Publikation entnommen:
- Eidg. Steuerverwaltung. Steuerinformationen: Die Kirchensteuern. Schweizerische Steuerkonferenz. 2009.[4]

Grundsätzlich werden bis auf eine einzige Ausnahme (Kanton Waadt) in allen Kantonen Kirchensteuern – in der einen oder anderen Form – erhoben. In zwei weiteren Kantonen werden nur in einigen Gemeinden Kirchensteuern erhoben (Kantone Wallis und Tessin). Die erhobenen Kirchensteuern sind immer zu bezahlen; nur in den drei Kantonen Genf, Neuenburg und Tessin ist die Bezahlung fakultativ (im Tessin muss aber angekündigt werden, dass nicht bezahlt werden wird).

### Gegenstand der Kirchensteuer
| Gegenstand               | Kanton                           |
| ------------------------ | -------------------------------- |
| Einkommenssteuer         | alle                             |
| Vermögenssteuer          | alle; ausser BS, BL: christkath. |
| Grundstückgewinnsteuer   | BE, OW, SO, SH, TG, JU           |
| Lotteriegewinnsteuer     | BE, SH, AG, JU                   |
| Liegenschaftssteuer      | AI, VS                           |
| Liquidationsgewinnsteuer | BE, OW, FR, SH, JU               |
| Kopfsteuer               | UR; SO: manche Gemeinden, VS     |

| Gegenstand               | Kanton                       |
| ------------------------ | ---------------------------- |
| Gewinn- & Kapitalsteuer  | alle; ausser: BS, SH, AR, AG |
| Grundstückgewinnsteuer   | BE, SO, JU                   |
| Liegenschaftssteuer      | AI, VS                       |
| Liquidationsgewinnsteuer | BE, OW, FR, BL, JU           |
| Minimalsteuer            | LU, OW, NW, FR, TG, VS       |

### Kirchensteuer für juristische Personen
Werden juristische Personen in einem Kanton besteuert, so sind diese in allen Fällen kirchensteuerpflichtig. Das Bundesgericht bestätigte diese Rechtspraxis in mehreren Fällen: Die Glaubens- und Gewissensfreiheit (Bundesverfassung Art. 15) könne für juristische Personen nicht geltend gemacht werden (juristische Personen haben kein Gewissen) – sogar bei Einzelfirmen, deren Eigentümer keiner anerkannten Religionsgemeinschaft angehören. Der Argumentation des Bundesgerichts kann leicht entgegnet werden, dass für juristische Personen – ohne Gewissen – demnach auch keine Rechtfertigung für die Finanzierung von Kultushandlungen gegeben ist (es wird für Leistungen bezahlt, die nicht erfüllt werden – «kein Seelenheil für juristische Personen»).
Anmerkung zu den Kantonen Solothurn und St. Gallen: Beide Kantone kennen keine explizite Kirchensteuer für juristische Personen; anstelle dieser tritt eine «Finanzausgleichssteuer», welche just juristische Personen besteuert und diese Einnahmen den anerkannten Religionsgemeinschaften überträgt.
| Kirchensteuer für jur. Pers. | Kanton                                   |
| ---------------------------- | ---------------------------------------- |
| Keine                        | BS, SH, AR, AG, GE                       |
| über allgemeine Steuer       | VD; VS: in Gemeinden ohne Kirchensteuern |
| teilweise                    | VS: nur in Gemeinden mit Kirchensteuern  |
| Zahlung fakultativ           | TI, NE                                   |

| Form                                                          | Kanton           |
| ------------------------------------------------------------- | ---------------- |
| Kapitalgesellschaften, Genossenschaften, Vereine & Stiftungen | alle             |
| Holding- & Domizilgesellschaften                              | alle, ausser: GL |
| öffentlich-rechtliche Körperschaften                          | SZ, NW, GR       |
| Alle juristischen Personen                                    | ZH, SO, TG, JU   |
| Anlagefonds mit direktem Grundbesitz                          | SZ               |

### Entscheidungsinstanzen
Folgenden Tabellen ist zu entnehmen, welche Instanzen zuständig für die Bestimmung des Steuersatzes oder Steuerfusses sind. In den meisten Fällen ist dies ein Organ der steuererhebenden Kirche selbst; in manchen Fällen entscheidet jedoch eine politische Instanz.
| Religiöse Instanz             | Kanton |
| ----------------------------- | --- |
| Kirchgemeindeversammlung      | ZH†, BE, LU, UR, SZ, OW, ZG, FR, SH, AR, AI, AG, GR, TG; FR (israel. nur für nat. Pers.); nur bei nat. Pers.: JU, NW, SO, BL, SG |
| Kirchenrat / Kirchgemeinderat | BS, TI |
| Oekumenische Kommission       | GE |
| Kirchensynode / Synodalrat    | BS (röm.-kath. und ev.-ref.), NE (ev.-ref.)                                                                                      |
| Kirchliches Exekutivkomitee   | NE (röm.-kath. und christkath.)                                                                                                  |

†  Bei Gemeindeverbänden wird die Kirchensteuer gemäss Beschluss der Zentralkirchenpflege festgesetzt.
| Politische Instanz   | Kanton                                                           |
| -------------------- | ---------------------------------------------------------------- |
| Gemeindeversammlung  | VS                                                               |
| Kantonsparlament     | nur für jur. Pers.: NW, SO, BL, SG, GR                           |
| Direktion des Innern | FR (für jur. Pers. und Quellensteuer der israel. Kultusgemeinde) |

### Erhebungsinstanzen
Die erhebende Instanz unterscheidet sich von Kanton zu Kanton:
|        | Veranlagung | Veranlagung | Veranlagung | Veranlagung | Veranlagung | Bezug | Bezug | Bezug | Bezug | Bezug |
| Kanton | KtSV        | KSV         | SK          | KG          | Gmd.        | KtSV  | KSV   | SK    | KG    | Gmd.  |
| ------ | ----------- | ----------- | ----------- | ----------- | ----------- | ----- | ----- | ----- | ----- | ----- |
| ZH     |             | x           |             |             |             |       | x     |       |       |       |
| BE     | x           |             |             |             |             | x     |       |       |       | x     |
| LU     | x           | x           |             |             |             |       | x     |       |       |       |
| UR     | x           |             |             |             |             |       |       |       | x     |       |
| SZ     | x           |             |             |             |             |       |       |       |       | x     |
| OW     | x           |             |             |             |             |       |       | x     |       |       |
| NW     |             | x           |             |             |             | x     |       |       |       |       |
| GL     | x           |             |             |             |             | x     |       |       |       |       |
| ZG     | x           |             |             |             |             | x     |       |       |       |       |
| FR     | x           |             |             |             |             | x     |       |       | x     | x     |
| SO     |             |             |             | x           |             |       |       |       | x     |       |
| BS     |             |             | x           |             |             |       |       |       | x     |       |
| BL     | x           |             | x           |             |             |       | x     |       | x     |       |
| SH     | x           |             |             |             |             | x     | x     |       |       |       |
| AR     | x           |             |             |             |             | x     |       |       |       |       |
| AI     | x           |             |             |             |             | x     |       |       |       |       |
| SG     | x           |             |             | x           |             |       | x     |       | x     |       |
| GR     |             | x           |             |             |             |       | x     |       |       |       |
| AG     |             | x           |             |             |             | x     |       | x     |       |       |
| TG     | x           | x           |             |             |             |       | x     |       |       |       |
| TI     |             |             |             | x           |             |       |       |       | x     |       |
| VS     |             |             |             |             | x           |       |       |       |       | x     |
| NE     |             |             | x           |             |             |       | x     |       |       |       |
| GE     | x           |             |             |             |             | x     |       |       |       |       |
| JU     | x           |             |             |             |             |       |       | x     |       | x     |

Legende: KtSV – Kantonale Steuerverwaltung, KSV – Kommunale Steuerverwaltung, SK – Staatskasse, KG – Kirchgemeinde, Gmd. – Gemeinde.
1. 1 2  Kanton ZH: Die Steuerfaktoren werden teilweise durch das kantonale Steueramt, teilweise durch das Gemeindesteueramt festgesetzt. Der Entscheid über Bestand und Umfang der Kirchensteuerpflicht
erfolgt in unbestrittenen Fällen faktisch durch das Gemeindesteueramt; andernfalls entscheidet die
zuständige Kirchbehörde.
2. 1 2 3 4 5 6 7 8  Teilweise
3. 1 2  Je nach Personenkategorie und Gemeinde
4. 1 2  Nach Vereinbarung
5. 1 2  Teilweise auch durch die Einwohnergemeinde
6. ↑  Quellenbesteuerte
7. ↑  Selbstständig Erwerbende
8. 1 2  Ohne israel. Kultusgemeinde
9. 1 2  Nur israel. Kultusgemeinde
10. ↑  Periodische Steuer
11. ↑  Nicht-periodische Steuer

- Die Waadt erhebt keine Kirchensteuer und wird deshalb nicht aufgeführt.

|        | Veranlagung | Veranlagung | Veranlagung | Veranlagung | Veranlagung | Bezug | Bezug | Bezug | Bezug | Bezug |
| Kanton | KtSV        | KSV         | SK          | KG          | Gmd.        | KtSV  | KSV   | SK    | KG    | Gmd.  |
| ------ | ----------- | ----------- | ----------- | ----------- | ----------- | ----- | ----- | ----- | ----- | ----- |
| ZH     |             | x           |             |             |             |       | x     |       |       |       |
| BE     | x           |             |             |             |             | x     |       |       |       | x     |
| LU     | x           |             |             |             |             |       | x     |       |       |       |
| UR     | x           |             |             |             |             |       |       | x     |       |       |
| SZ     | x           |             |             |             |             |       |       |       |       | x     |
| OW     | x           |             |             |             |             |       |       | x     |       |       |
| NW     | x           |             |             |             |             | x     |       |       |       |       |
| GL     | x           |             |             |             |             | x     |       |       |       |       |
| ZG     | x           |             |             |             |             | x     |       |       |       |       |
| FR     | x           |             |             |             |             | x     |       |       |       |       |
| SO     | x           |             |             |             |             | x     |       |       |       |       |
| BL     | x           |             |             |             |             | x     |       |       |       |       |
| AI     | x           |             |             |             |             | x     |       |       |       |       |
| SG     | x           |             |             |             |             | x     |       |       |       |       |
| GR     | x           |             |             |             |             | x     |       |       |       |       |
| TG     | x           |             |             |             |             |       | x     |       |       |       |
| TI     |             |             |             | x           |             |       |       |       | x     |       |
| VS     |             |             |             |             | x           |       |       |       |       | x     |
| NE     |             |             | x           |             |             |       |       | x     |       |       |
| JU     | x           |             |             |             |             |       |       | x     |       | x     |

Legende: KtSV – Kantonale Steuerverwaltung, KSV – Kommunale Steuerverwaltung, SK – Staatskasse, KG – Kirchgemeinde, Gmd. – Gemeinde.
1. 1 2  Kanton ZH: Die Steuerfaktoren werden teilweise durch das kantonale Steueramt, teilweise durch das Gemeindesteueramt festgesetzt. Der Entscheid über Bestand und Umfang der Kirchensteuerpflicht
erfolgt in unbestrittenen Fällen faktisch durch das Gemeindesteueramt; andernfalls entscheidet die
zuständige Kirchbehörde.
2. 1 2  Teilweise
3. ↑  Periodische Steuer
4. ↑  Nicht-periodische Steuer

- Die Kantone BS, SH, AR, AG und GE erheben keine Kirchensteuern für juristische Personen und werden deshalb nicht aufgeführt.
- Die Waadt erhebt keine Kirchensteuer und wird deshalb nicht aufgeführt.

### Steuersätze
Die meisten Kantone drücken die Kirchensteuern in Vielfachen der einfachen oder geschuldeten Steuer aus (mit einer Prozentzahl oder einem Faktor). Die Steuersätze für natürliche Personen fallen je nach Konfession unterschiedlich aus, jene für juristische Personen sind Einheitssätze.
Vergleiche über Kantonsgrenzen hinweg sind kaum möglich, da die Kantone ihre Steuern unterschiedlich festlegen und berechnen (so könnten beispielsweise 10 % Kirchensteuern auf ein Einkommen in einem Kanton betragsmässig höher ausfallen als in einem anderen Kanton). Dazu können die Kirchensteuersätze auch innerhalb eines Kantons von Gemeinde zu Gemeinde unterschiedlich hoch festgelegt sein.
Folgende Tabelle gibt eine Übersicht über die Kirchensteuersätze in allen Kantonshauptorten im Jahr 2009. Ausgedrückt ist der Steuersatz als Vielfaches der einfachen Steuer – Abweichungen davon sind in den Anmerkungen benannt.
| Kanton | Hauptort               | natürliche Personen | natürliche Personen | natürliche Personen | juristische Personen |
| Kanton | Hauptort               | ev.-ref.            | röm.-kath.          | christkath.         | juristische Personen |
| ------ | ---------------------- | ------------------- | ------------------- | ------------------- | -------------------- |
| ZH     | Zürich                 | 10 %                | 11 %                | 14 %                | 10,01 %              |
| BE     | Bern                   | 0,1840              | 0,2070              | 0,2760              | 0,1919               |
| LU     | Luzern                 | 0,25                | 0,25                | 0,31                | 0,25                 |
| UR     | Altdorf Eink./Gewinn   | 120 %               | 92 %                | -                   | 0,94 %               |
| UR     | Altdorf Verm./Kapital  | 120 %               | 92 %                | -                   | -                    |
| SZ     | Schwyz                 | 28 %                | 28 %                | -                   | 28 %                 |
| OW     | Sarnen                 | 0,54                | 0,54                | -                   | [ A 3 ]              |
| NW     | Stans                  | 0,26                | 0,35                | -                   | [ A 4 ]              |
| GL     | Glarus                 | 8 %                 | 9,5 %               | -                   | 8,705 %              |
| ZG     | Zug                    | 9,5 %               | 7 %                 | -                   | 7,586 %              |
| FR     | Freiburg Eink./Gewinn  | 9 %                 | 7 %                 | -                   | 10 %                 |
| FR     | Freiburg Verm./Kapital | 10 %                | 20 %                | -                   | 10 %                 |
| SO     | Solothurn              | 16 %                | 21 %                | 19 %                | 10 %                 |
| BS     | Basel                  | 8 %                 | 8 %                 | 8 %                 | -                    |
| BL     | Liestal Einkommen      | 0,55 %              | 6,75 %              | 0,7 %               | 5 %                  |
| BL     | Liestal Vermögen       | 0,5 ‰               | 7 %                 | 0,5 ‰               | 5 %                  |
| SH     | Schaffhausen           | 13 %                | 13,5 %              | 12,5 %              | -                    |
| AR     | Herisau                | 0,50                | 0,45                | -                   | -                    |
| AI     | Appenzell              | 12 %                | 11 %                | -                   | -                    |
| SG     | St. Gallen             | 25 %                | 26 %                | 24 %                | [ A 11 ]             |
| GR     | Chur                   | 14,5 %              | 11 %                | -                   | 10,5 %               |
| AG     | Aarau                  | 15 %                | 19 %                | 23 %                | -                    |
| TG     | Frauenfeld             | 14 %                | 16 %                | -                   | 14,9 %               |
| TI     | Bellinzona             | -                   | 3 %                 | -                   | 3 %                  |
| VD     | Lausanne               | -                   | -                   | -                   | -                    |
| VS     | Sitten                 | 3 %                 | 3 %                 | -                   | 3 %                  |
| NE     | Neuenburg              | 11 %                | 11 %                | 11 %                | 12 %                 |
| GE     | Genf Einkommen         | 16 %                | 16 %                | 16 %                | -                    |
| GE     | Genf Vermögen          | 6 %                 | 6 %                 | 6 %                 | -                    |
| JU     | Delsberg               | 8,1 %               | 6,4 %               | -                   | 8,1 %                |

1. 1 2 3 4  In Prozent der einfachen Steuer.
2. ↑  In Prozent der einfachen Steuern, gewichtet mit konfessionellen Anteilen der Bevölkerung.
3. ↑  6 % vom Gewinnsteuerertrag gehen an die Kirchen.
4. ↑  Die Kirchgemeinden sind am Ertrag der Gewinnsteuer mit 12 % beteiligt.
5. ↑  Abhängig vom Verhältnis röm-kath. zu ev.-ref. Einwohner.
6. ↑  Finanzausgleichssteuer.
7. ↑  Israelit. Gemeinde: 12% des geschuldeten Kantonssteuerbetrages (min. 50.-, max. 20'400.- Franken).
8. 1 2 3 4 5 6 7 8 9 10 11 12 13 14  In Prozent des geschuldeten Kantonssteuerbetrages.
9. 1 2 3 4  Effektive Ansätze.
10. ↑  Israel. Gemeinde: Eigene Veranlagung und Bezug auf Grund der vom kantonalen Steueramt gelieferten Steuerdaten.
11. ↑  Der Kanton erhebt einen jährlichen Zuschlag von 220 % der einfachen Kantonssteuer; aus den Zuschlägen werden 22,5 % der einfachen Steuer für den Finanzausgleich unter den Kirchgemeinden verwendet.
12. 1 2  Bezahlung freiwillig.
13. 1 2 3  In Prozent des geschuldeten Gemeindesteuerbetrages.
14. 1 2 3 4 5 6 7 8 9 10  Bezahlung fakultativ; zusätzlich wird für nat. Pers ein Pauschalbetrag von 10 Fr. erhoben.

## Kritik und Problemfelder
Der vielfältigen Realität in den Kantonen entsprechend muss auch die Kritik differenziert ausfallen. An den Kirchensteuern im eigentlichen Sinn wird an zwei Punkten immer wieder Anstoss genommen:
1. Die Kirchensteuerpflicht für juristische Personen – ohne Möglichkeit für Nicht-Mitglieder (Konfessionslose oder Andersgläubige), jene zu vermeiden.
2. Die Situation im Wallis und in der Waadt, wo Kirchen direkt aus allgemeinen Steuern finanziert werden und Nicht-Mitglieder ihren Anteil erst nach aktiver Rückforderung – und nur teilweise – zurückbekommen.

Im weiteren Sinne – der allgemeinen Kirchenfinanzierung – ist ein weiterer Konfliktfall anzuführen sowie eine grundsätzliche Fragestellung:
1. Die Finanzierung des Kirchenpersonals aus allgemeinen Steuergeldern im Kanton Bern.
2. Soll der Staat überhaupt gewisse Kirchen bevorteilen (gegenüber anderen Kirchen und gegenüber Vereinen anderer Art) und ihr Inkasso übernehmen?

Zu 1. muss angemerkt werden, dass die restriktive Schweizer Haltung bezüglich des Stimmrechts für die ausländische Wohnbevölkerung und die restriktive Einbürgerungspraxis dazu führen, dass in der Wohnbevölkerung weitaus mehr Menschen gezwungen werden, wider ihren Willen Kirchensteuern an Religionsgemeinschaften zu zahlen, welchen sie nicht angehören, als in der stimmberechtigten Bevölkerung, die sich politisch äussern kann. So ist ein Grossteil der muslimischen Bevölkerung nicht stimmberechtigt, ebenso wenig ein zunehmender Anteil des – häufig konfessionslosen – ausländischen Kaderpersonals des Bankenplatzes und des Rohstoffhandels.

## Regelungen in Kantonen

### Zürich
Im Kanton Zürich sind die evangelisch-reformierte sowie die römisch-katholische Kirche anerkannt, dazu kommt die christkatholische Kirchengemeinde der Stadt Zürich (Kantonsverfassung Art. 130 Abs. 1). Neu anerkannt wurden die israelitische Cultusgemeinde und die jüdische liberale Gemeinde (Art. 131 Abs. 1). Die Kirchensteuer fliesst zugunsten dieser Kirchen. Im Kanton müssen juristische Personen ebenfalls die Kirchensteuer bezahlen. Unternehmen zahlen rund 80 Millionen Franken pro Jahr an die Kirche.
Bis zur Revision des Kirchengesetzes 2009 (Inkrafttreten 2010) wurden die reformierten und christkatholischen Pfarrer des Kantons Zürichs vom Staat besoldet (wie in Bern) – seit 2010 werden die Pfarrer nun aber von den Kirchgemeinden entlöhnt.
Eine von den Jungfreisinnigen lancierte Volksinitiative zur Abschaffung der Kirchensteuer von juristischen Personen mit dem Titel «Weniger Steuern fürs Gewerbe (Kirchensteuerinitiative)» wurde von den Stimmberechtigten des Kantons Zürich in der Volksabstimmung vom 18. Mai 2014 deutlich verworfen. Die Initiative erreichte lediglich einen Ja-Stimmenanteil von 28,16 %.

### Bern
Die Kantonsverfassung (Art. 121) anerkennt die ev.-ref., die röm.-kath. und die christkath. Kirche als «Landeskirchen mit öffentlichrechtlicher Rechtspersönlichkeit»; dazu werden die israelitische Gemeinde Biel und die jüdische Gemeinde Bern als «öffentlichrechtliche Körperschaft mit eigener Rechtspersönlichkeit» anerkannt (Art. 126 Abs. 1).
Im Kanton Bern müssen natürliche Personen, die Mitglied einer Landeskirche sind, an diese die Kirchensteuer entrichten. Juristische Personen sind in jedem Fall kirchensteuerpflichtig, wobei ihre Steuer anteilsmässig auf die Landeskirchen aufgeteilt wird. Auf Lotteriegewinne wird eine achtprozentige Kirchensteuer entrichtet.
2006 wurden 200 Millionen Franken Kirchensteuern eingenommen, davon 28 Millionen von juristischen Personen. Umstritten ist die Besoldung von Geistlichen durch den Staat (auch der Gebäudeunterhalt ihrer Amtshäuser) aus allgemeinen Steuergeldern; diese Praxis wurde 2011 vom Bundesgericht erneut für korrekt befunden; Bern ist der letzte Kanton, der zwar Kirchensteuern erhebt, aber Kirchenpersonal dennoch aus der Staatskasse entlohnt – Zürich gab diese Form 2010 auf.
Bis 2025 werden weiterhin die gleichen Mittel zur Verfügung gestellt, welche ab 2026 auf einen Sockelbeitrag reduziert werden.

### Luzern
Im Gegensatz zu allen anderen Kantonsverfassungen fehlte in jener des Kantons Luzerns eine Verfassungsnorm, die bestimmt, welche Religionsgemeinschaften öffentlichrechtlich anerkannt sind. Explizit verfassungsrechtlich gewährleistet sind nur die Kirchgemeinden «einer Konfession», nicht aber die kantonalkirchlichen Organisationen selbst (Kantonsverfassung §91 Abs. 1). Im Gemeindegesetz werden auf Gesetzesstufe der röm.-kath., der ev.-ref. und der christkath. Kirchengemeinde den Status einer öffentlichrechtlichen Körperschaft verliehen. In der neuen Verfassung von 2007 wird der Status der Religionsgemeinschaften nun aber wie sonst üblich in der Schweiz behandelt: «Die römisch-katholische, die evangelisch-reformierte und die christkatholische Landeskirche sind anerkannte Körperschaften des öffentlichen Rechts» (Art. 79 Abs. 1).
Es sind natürliche wie juristische Personen kirchensteuerpflichtig.

### Uri
Es sind die röm.-kath. und die ev.-ref. Kirchen als «Landeskirchen öffentlich-rechtlich» anerkannt (Kantonsverfassung Art. 7 Abs. 1).
In Uri sind sowohl natürliche als auch juristisch Personen kirchensteuerpflichtig. Veranlagt werden alle durch die Kantonale Steuerverwaltung, der Bezug findet bei juristischen Personen aber durch die Staatskasse, bei natürlichen Personen durch die Kirchengemeinde statt.

### Schwyz
Anerkannt sind die röm.-kath. und ev.-ref. Kirche als Kantonalkirchen und «öffentlicherechtliche Körperschaften mit eigener Rechtspersönlichkeit» (Kantonsverfassung §91 Abs. 1).
Natürliche Personen – die einer anerkannten Kirche angehören – müssen Kirchensteuern zahlen, juristische Personen sind allgemein kirchensteuerpflichtig. Dazu sind auch öffentlich-rechtliche Körperschaften explizit kirchensteuerpflichtig, darüber hinaus gilt dies auch für Anlagefonds mit direktem Grundbesitz.

### Obwalden
Die Kantonsverfassung (Art. 3 Abs. 1) erkennt die röm.-kath. Konfession als «Mehrheitsbekenntnis» und die mit der ev.-ref. Konfession als „Kirchen mit öffentlichrechtlicher Selbständigkeit und eigener Rechtspersönlichkeit“ an.
Es sind natürliche wie juristische Personen kirchensteuerpflichtig.

### Nidwalden
Die Kantonsverfassung stellt klar: «Die röm.-kath. Kirche ist Landeskirche» (Art. 34 Abs. 1). Artikel 35 ergänzt: «Die ev.-ref. Kirche ist öffentlich-rechtlich anerkannt.»
Es sind natürliche wie juristische Personen kirchensteuerpflichtig – weiter sind auch öffentlich-rechtliche Körperschaften explizit kirchensteuerpflichtig.

### Glarus
Als Landeskirchen öffentlichrechtlich anerkannt sind die ev.-ref. und die röm.-kath. Kirche (Kantonsverfassung Art. 135 Abs. 1) In Glarus sind juristische wie auch natürliche Personen kirchensteuerpflichtig – wobei Holding- und Domizilgesellschaften davon befreit sind.

### Zug
Die Zuger Verfassung nennt keine explizite öffentlichrechtliche Anerkennung von Religionsgemeinschaften. Es liegt überhaupt kein kantonales Kirchengesetz vor. Erst im Gemeindegesetz werden zehn katholische und eine reformierte Gemeinde genannt, die damit als öffentlich-rechtliche Körperschaften anerkannt sind. Eine kantonalkirchliche Struktur ist im Zuger Staatskirchenrecht nicht explizit vorgesehen. Die Kirchengemeinden haben allerdings die Möglichkeit, Zweckverbände zur gemeinsam Erfüllung ihrer Aufgaben zu gründen – diese Zweckverbände sind als öffentlichrechtliche Körperschaften mit eigener Rechtssubjektivität organisiert.
Kirchensteuerpflichtig sind in Zug sowohl natürliche als auch juristische Personen. Veranlagung und Bezug aller Kirchensteuern wird durch die Kantonale Steuerverwaltung vorgenommen.

### Freiburg
Die alte Kantonsverfassung (Art. 2 Abs. 2) «erkennt der röm.-kath. und der ev.-ref. Kirche eine öffentlich-rechtliche Stellung zu». Die neue Kantonsverfassung von 2004 hält in Artikel 140 grundsätzlich fest: „Staat und Gemeinden anerkennen die gesellschaftliche Bedeutung der Kirchen und Religionsgemeinschaften.“ Weiter werden die ev.-ref. und die röm.-kath. Kirche öffentlich-rechtlich anerkannt (Art. 141). In einem Gesetz wurde 1990 der israelitischen Kultusgemeinde eine öffentlich-rechtliche Stellung zuerkannt. Kirchensteuerpflichtig sind sowohl juristische als auch natürliche Personen. Interessant sind hier die Aufteilung der Veranlagung und des Bezugs dieser Steuern: Bei juristischen Personen wird die Steuer durch die kantonale Steuerverwaltung veranlagt und bezogen; bei natürlichen Personen hingegen nimmt der Kanton nur die Veranlagung vor, den Bezug nehmen die Kirchgemeinden wahr.

### Solothurn
Als Körperschaften des öffentlichen Rechts anerkannt sind laut Kantonsverfassung die röm.-kath., ev.-ref. und christkath. Kirchen (Kantonsverfassung Art. 53 Abs. 1).
Natürliche Personen sind als Mitglieder einer anerkannten Kirche kirchensteuerpflichtig. Juristische Personen haben eine Finanzausgleichssteuer zu entrichten (entspricht einer verschleierten Kirchensteuer).

### Basel-Stadt
Anerkannt werden die ev.-ref., die röm.-kath. und die christkath. Kirche sowie die  israelitische Gemeinde als «öffentlich-rechtliche Persönlichkeiten» (Kantonsverfassung Art. 126) Es sind nur natürliche Personen mit Mitgliedschaft in einer anerkannten Religionsgemeinschaft kirchensteuerpflichtig – juristische Personen also nicht.

### Basel-Landschaft
Als Landeskirchen werden die ev.-ref., die röm.-kath. und die christkath. Kirche anerkannt als «öffentlichrechtliche Körperschaften mit eigener Rechtspersönlichkeit» (Kantonsverfassung §136 Abs. 1 & 2)
Die Steuer wird von Kirchenangehörigen sowie von steuerpflichtigen juristischen Personen erhoben; letztere haben 5 % des Staatssteuerbetrages zu entrichten.

### Schaffhausen
Die ev.-ref, die röm.-kath. und die christkath. Kirche sind als «öffentlichrechtliche Körperschaften mit eigener Rechtspersönlichkeit» anerkannt (Kantonsverfassung Art. 108 Abs. 1).
In Schaffhausen sind nur natürliche Personen – als Mitglieder einer anerkannten Religionsgemeinschaft – kirchensteuerpflichtig.

### Appenzell Ausserrhoden
Appenzell a. R. anerkennt die ev.-ref. und die röm.-kath. Kirche als «selbständige Körperschaften des öffentlichen Rechts mit weitgehender Autonomie» (Kantonsverfassung §109 Abs. 1) In Appenzell a.R. sind juristische Personen nicht kirchensteuerpflichtig, wohl aber natürliche Personen, die Mitglied einer anerkannten Kirche sind.

### Appenzell Innerrhoden
Hier liegt eine spezielle Formulierung in der Kantonsverfassung (Art. 3 Abs. 1) vor: «Die röm.-kath. Religion geniesst als die Religion des Volkes Gewährleistung und Schutz seitens des Staates.» Es besteht also keine öffentlichrechtliche kantonalkirchliche Organisation (sondern nur ein Verein «Katholische Kirchgemeinden Innerrhodens»).
Die ev.-ref. Kirchgemeinde Innerrhoden wurde 1925 öffentlich-rechtlich anerkannt – sie umfasst aber nur den inneren Landesteil des Kantons. Es werden sowohl von natürlichen als auch von juristischen Personen Kirchensteuern erhoben.

### St.Gallen
Die öffentlichrechtlich anerkannten Körperschaften sind: a) Der katholische Konfessionsteil und seine Kirchgemeinden, b) die evangelische Kirche und ihre Kirchgemeinden, c) die christkatholische Kirchgemeinde und d) die jüdische Gemeinde (Kantonsverfassung Art. 109 ff)
Natürliche Personen – die einer anerkannten Religionsgemeinschaft angehören – sind kirchensteuerpflichtig, juristische Personen haben eine «Finanzausgleichsteuer» zu entrichten (entspricht einer verschleierten Kirchensteuer).

### Graubünden
Die alte Verfassung von 1892 hält fest: «Die bisher bestandenen zwei Landeskirchen werden als öffentliche Religionsgenossenschaften anerkannt» (Art. 11 Abs. 2). Gemeint sind die ev.-ref. und die röm.-kath. Kirchengemeinden. Die neue Verfassung von 2003 drückt sich eindeutiger aus: «Die evangelisch-reformierte Kirche und die römisch-katholische Kirche sind öffentlich-rechtlich anerkannt» (Art. 98 Abs. 1)
In Graubünden sind sowohl natürliche als auch juristische Personen kirchensteuerpflichtig – weiter sind auch öffentlich-rechtliche Körperschaften explizit kirchensteuerpflichtig.
Die Steuer beträgt in reformierten Kirchen aus der Ausgleichssteuer von 3,5 % der einfachen Kantonssteuer. Zusätzlich kommt die Steuer der örtlichen Kirchengemeinde dazu, die je nach Gemeinde zwischen 8 % und 17 % betragen kann.
In der Volksabstimmung vom 9. Februar 2014 wurde die Volksinitiative «Weniger Steuern für das Gewerbe» mit einem Nein-Stimmen-Anteil von 73,64 % deutlich abgelehnt. Sie wollte die Kirchensteuerpflicht der juristischen Personen aufheben.

### Aargau
Anerkannte Landeskirchen sind die evangelisch-reformierte (ev.-ref.), römisch-katholische (röm.-kath.) und christkatholische (christkath.) Kirche als «Landeskirchen mit  öffentlichrechtlicher Selbständigkeit und eigener  Rechtspersönlichkeit» (Kantonsverfassung §109 Abs. 1) Nur natürliche Personen, die Mitglied einer anerkannten Religionsgemeinschaft sind, sind kirchensteuerpflichtig. Juristische Personen sind nicht kirchensteuerpflichtig.

### Thurgau
Es sind die ev.-ref. und die röm.-kath. Kirche anerkannt als «Landeskirchen des öffentlichen Rechts» (Kantonsverfassung §91).
Es sind sowohl natürliche als auch juristische Personen kirchensteuerpflichtig.

### Tessin
Anerkannt sind die röm.-kath. und die ev.-ref. Kirche als „öffentlichrechtlich Körperschaften“ (Kantonsverfassung Art. 24 Abs. 1).
Im Tessin erheben nur 40 von 247 Gemeinden eine Kirchensteuer. In den Gemeinden, welche eine Kirchensteuer erheben, wird diese sowohl für natürliche als auch für juristische Personen erhoben – dennoch bleibt die Zahlung (vorgängige Bekanntmachung bei der Gemeinde vorausgesetzt) in beiden Fällen fakultativ. Dabei ist die veranlagende und beziehende Instanz in allen Fällen nur die Kirchgemeinde, was in der Schweiz einmalig ist.

### Waadt
Die Waadt erkennt die ev.-ref. und die röm.-kath. Kirche als «öffentlichrechtliche Institutionen mit eigener Rechtspersönlichkeit» (Kantonsverfassung Art. 170 Abs. 1) an. Bis zur Inkrafttretung der revidierten Verfassung 2003 war die katholische Kirche (Fédération vaudoise des paroisses catholiques) lediglich privatrechtlich organisiert. Die Kantonsverfassung hält ausserdem in Artikel 169 fest: «1. Der Staat trägt der spirituellen Dimension des Menschen Rechnung. 2. Er [der Staat] berücksichtigt den Beitrag der Kirchen und Religionsgemeinschaften zum sozialen Zusammenhalt und zur Vermittlung von Grundwerten.»
Ausdrücklich wird in Artikel 170 Absatz 2 festgehalten, dass der Staat die Mittel für die Erfüllung ihrer (der Kirchen) Dienste an allen Einwohnern bereitstellt. In Artikel 171 wird auch die israelitische Gemeinschaft als «Institution des öffentlichen Interesses» anerkannt – verbleibt somit also im Privatrecht, auch eine finanzielle Unterstützung seitens des Staates bleibt ausgeschlossen.
Die Waadt kennt überhaupt keine Kirchensteuern. Die anerkannten Kirchen werden aus den allgemeinen Steuern finanziert – die Kultusauslagen der anerkannten Kirchen sind also durch die allgemeinen von Kanton und Gemeinden erhobenen Steuern gedeckt. Personen (juristische wie natürliche), welche nicht Mitglied einer anerkannten Religionsgemeinschaft sind, können den prozentualen Anteil ihrer bezahlten Gemeindesteuern, der für die Kirchen bestimmt ist, zurückfordern – gleiches ist laut Bundesgericht bei den Staatssteuern jedoch nicht zulässig.

### Wallis
Die Kantonsverfassung erkennt die röm.-kath. und die ev.-ref. Kirche als «öffentlichrechtliche Institutionen mit eigener Rechtspersönlichkeit» (Art. 2 Abs. 3) an. Weiter wird mit dem Gesetz über das Verhältnis zwischen Kirchen und Staat (Art. 4 Abs. 1) die Rechtspersönlichkeit der röm.-kath. Teilkirchen auf Kantonsgebiet und deren röm.-kath. Pfarreien sowie der ev.-ref. Kirche des Wallis samt ihren Kirchgemeinden anerkannt. Dies bedeutet, dass im Kanton Wallis direkt Institutionen des kanonischen Rechts im kantonalen öffentlichen Recht anerkannt werden – damit entspricht das Staatskirchenrecht des Kantons Wallis nicht dem für alle anderen Kantonen typischen Dualismus von kanonischer und staatskirchenrechtlicher Institution bezüglich der röm.-kath. Konfession.
Die Kultusauslagen obliegen im Wallis den Gemeinden, diese werden unterschiedlich bestritten: Nur fünf von 141 Gemeinden erheben überhaupt Kirchensteuern (Anniviers, Savièse, Sitten, Törbel und Vouvry) – hier entscheidet die Gemeindeversammlung über die Erhebung einer solchen Kultussteuer, was in der Schweiz eine einmalige Regelung ist. Im restlichen Kantonsgebiet übernimmt die Gemeinde das Defizit der Kirchgemeinde: Die Kirchen werden aus den allgemeinen Steuern der Gemeindesteuern finanziert – dies wird explizit schon in der Kantonsverfassung so festgehalten (Art. 2 Abs. 4). Personen (juristische wie natürliche), welche keiner anerkannten Religionsgemeinschaft angehören, können den prozentualen Anteil ihrer bezahlten Gemeindesteuern, der für die Kirchen bestimmt ist, zurückfordern. Weiter soll darauf hingewiesen werden, dass übergeordnete Kirchenstrukturen des Kantons (v. a. das Bistum) aufgrund der Regelung auf Gemeindeebene anderweitig finanziert werden müssen – hauptsächlich durch Spenden («Bistumopfer») und durch Zuschüsse des Kantons aus allgemeinen Steuern.

### Neuenburg
Der neben Genf einzige laizistische Staat der Schweiz nimmt Anerkennungen vor, ohne die betroffenen Religionsgemeinschaften ins öffentliche Recht zu erheben. Die Kantonsverfassung (Art. 98 Abs. 1) anerkennt die ev.-ref, die röm.-kath. und die christkath. Kirche als Institutionen des öffentlichen «Interesses» – eine blosse Wertschätzung, losgelöst von einem öffentlich-rechtlichen Organisationsakt. Dennoch leiten sich aus dieser Anerkennung gewisse Rechte ab: Die Beziehungen des Staates zu den anerkannten Kirchen sind seit 2002 in einem einzigen Kirchenvertrag (Konkordat) geregelt.
Neuenburg erhebt zwar sowohl für natürliche als auch für juristische Personen Kirchensteuern – die Bezahlung ist jedoch in beiden Fällen fakultativ. Der lokale Ableger des Tabakkonzerns  Philipp Morris in Neuenburg macht seit 2010 von dieser Möglichkeit Gebrauch und entrichtet keine Kirchensteuern mehr (was den Kirchen des Kantons 10 bis 20 % weniger Einnahmen bringt).

### Genf
In Genf – als laizistischem Staat – ist keine Religionsgemeinschaft öffentlich-rechtlich anerkannt. Die Kantonsverfassung (Art. 165 Abs. 2) erlaubt den Kirchen nur die Organisation und Erlangung der Rechtspersönlichkeit im Rahmen des Zivilrechts, ermöglicht aber auch die Organisation als Stiftungen. Dennoch sprach der Conseil d’État 1944 die «öffentliche» (nicht: öffentlich-rechtliche) Anerkennung der ev.-ref., der röm.-kath. und der christkath. Kirche zu. Weiter sind die anerkannten Kirchen berechtigt, vom Staat gegen Entschädigung die Erhebung eines kirchlichen Beitrags zu verlangen. Genf kennt keine Kirchensteuer für juristische Personen, weiter ist auch für natürliche Personen die Bezahlung der erhobenen Kirchensteuern fakultativ.

### Jura
Anerkannt werden die röm.-kath. und die ev.-ref. Kirche als öffentlichrechtliche Körperschaften (Kantonsverfassung Art. 130 Abs. 1)
Es sind natürliche wie juristische Personen kirchensteuerpflichtig.